# Cotton Motorcycles
Die Cotton Motorcycle Company war ein britischer Motorradhersteller. Gegründet wurde das Unternehmen 1918 von dem Rechtsanwalt Frank Willoughby Cotton und war in der Bristol Road 11 a in Gloucester ansässig. Der Gründer leitete die Gesellschaft, bis er 1953 in Rente ging. Die Firma wurde in E. Cotton (Motorcycles) Ltd umbenannt und existierte noch bis 1980. Ende der 1990er-Jahre wurde die Marke von einem Unternehmer wiederbelebt, der Replikate der früheren Motorräder herstellte.

## Der Dreiecksrahmen
1913 beteiligte sich Frank Willoughby Cotton an Bergrennen und Trials. Er erkannte die Nachteile des Parallelogrammrahmens für Motorräder, der sich nur wenig von einem Fahrradrahmen unterschied. So entwarf er seine eigene Rahmenkonstruktion und ließ einige Exemplare bei Levis herstellen. Cotton ließ sich den Dreiecksrahmen patentieren. Dieser Rahmen war ein Merkmal der Cotton-Motorräder bis zum Zweiten Weltkrieg. Es kam der Erste Weltkrieg und so wurde die Cotton Motorcycle Company erst 1918 gegründet. Das erste Motorrad brachte die neue Gesellschaft 1920 auf den Markt.

### Stanley Woods und die TT
1922 fuhr Stanley Woods eine Cotton mit Blackburne-Motor und wurde Fünfter in der Junior-TT (350-cm³-Klasse der Tourist Trophy). Im folgenden Jahr gewann er die TT mit einer Durchschnittsgeschwindigkeit von 89,28 km/h und übertraf damit die Leistung des Manxman’s Tom Sheard, der die Senior-TT (500-cm³ Klasse der Tourist Trophy) auf einer Douglas mit einem Schnitt von 85,15 km/h gewonnen hatte. Cotton-Motorräder belegten 1924 den zweiten und den dritten Platz in der Ultra-Lightweight-TT (175-cm³-Klasse der Tourist Trophy) sowie den zweiten Platz in der Lightweight-TT (250-cm³-Klasse der Tourist Trophy). 1925 reichte es nur zu einem zweiten Platz in der Junior-TT, aber 1926 errang die Marke mit den Fahrern Paddy Johnston, F. G. Morgan und W. Colgan die ersten drei Plätze der Lightweight-TT. Durch diese Siege erlangte die Cotton den Ruf als echtes Siegermotorrad. Sie hatte für die damalige Zeit außergewöhnlich gute Fahreigenschaften.
Der Sieg von 1923 und als Folge davon eine große Nachfrage versetzten das Unternehmen in die Lage, neue Räume in den Vulcan Works in der Quay Street zu beziehen. 1927 wurden die Maße des Rahmens geändert.

### Motoren und Modellpalette

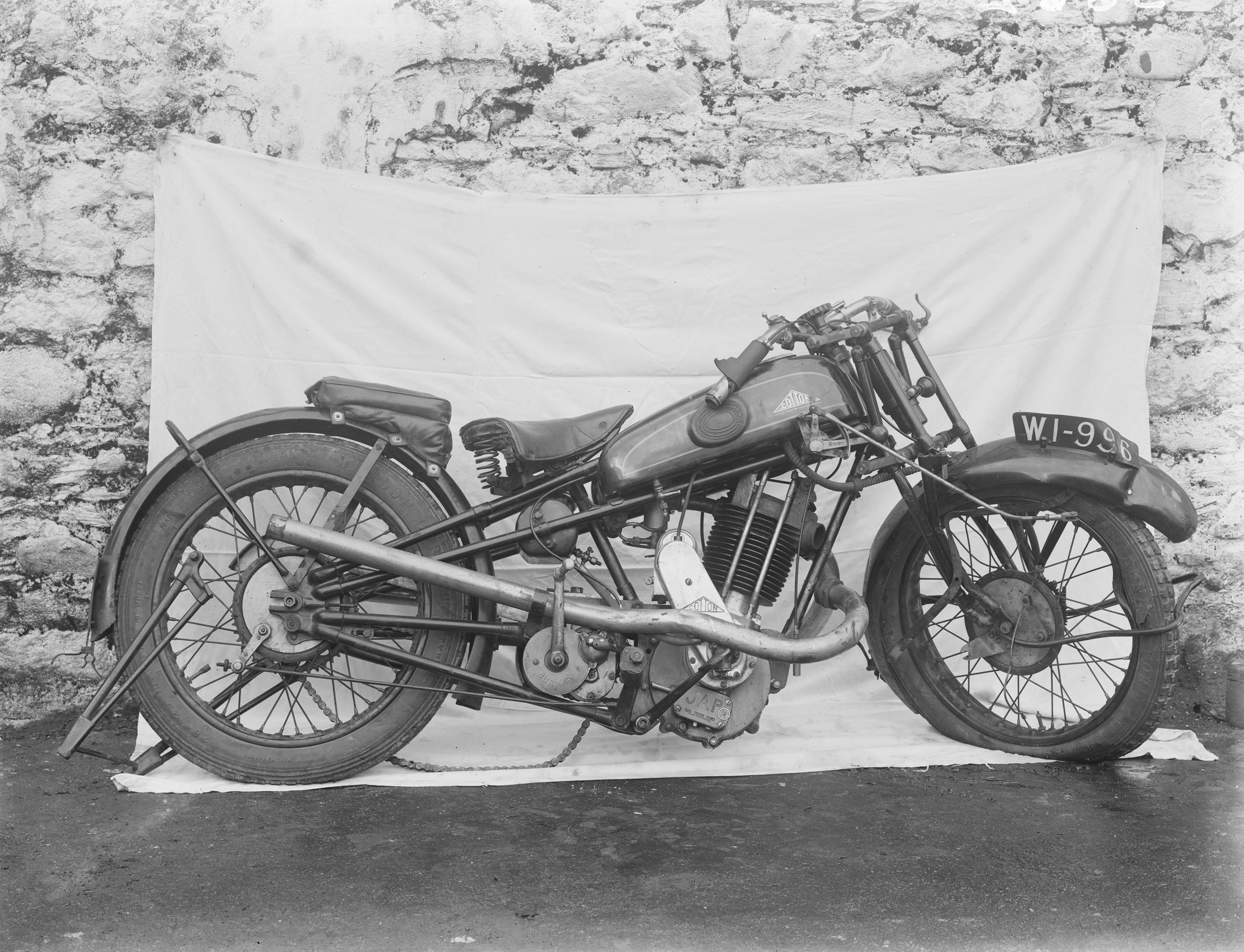
Ein Cotton-Motorrad 1930 nach einem Unfall

Nach Beginn der Weltwirtschaftskrise bot Cotton mehrere unterschiedliche Motoren in ihrem patentierten Rahmen an, üblicherweise kombiniert mit Burman-Getrieben.
1930 wurden folgende Modelle gebaut:
- 247-cm³-Zweitaktmotor von Villiers
- Seitengesteuerte Viertaktmotoren mit 295 cm³, 348 cm³ und 495 cm³ Hubraum von Blackburne
- Obengesteuerte Viertaktmotoren mit 348 cm³ und 495 cm³ Hubraum von Blackburne
- Obengesteuerte Viertaktmotoren mit 292 cm³, 348 cm³ und 495 cm³ von J.A.P. mit Einport oder Doppelport
- 1931 verschwanden die seitengesteuerten Motoren von Blackburne. Stattdessen wurden Motoren mit 348 cm³ und 499 cm³ Hubraum von Rudge-Python sowie ein Motor von Sturmey-Archer angeboten.
- 1932 hatten alle Modelle Satteltanks und es gab zusätzlich seitengesteuerte Motoren von J.A.P. Es gab zwei 150-cm³-Motoren, einen seitengesteuerten von J.A.P. und einen Zweitakter von Villiers. Das größte Modell hatte 596 cm³ und kam von Blackburne. Also gab es drei obengesteuerte, einen seitengesteuerten und einen Zweitaktmotor.
- 1933 gab es 250-cm³-Motoren, als Zweitaktmotor von Villiers, als seitengesteuerten Viertaktmotor von J.A.P. und als obengesteuerten Viertaktmotor von J.A.P. oder Rudge-Python. Es gab nun 17 verschiedene Cotton-Modelle.
- 1934 kamen obengesteuerte Blackburne-Motoren mit 150 und 250 cm³ dazu sowie ebenfalls obengesteuerte J.A.P.-Motoren mit 245 und 596 cm³. Die Zahl der Motorradmodelle stieg auf 19.
- 1935 verschwanden der Rudge-Python-Motor und die seitengesteuerten J.A.P.-Motoren. Es gab aber die Wahl zwischen Modellen mit Batterie- oder Magnetzündung, also insgesamt 16 verschiedenen Modellen.
- 1936 erschienen eine “Super Sports” mit 500-cm³-J.A.P.-Motor und eine ebensolche mit Blackburne-25B-Motor.
- 1937 war der einzig verfügbare Blackburne-Motor der mit 250 cm³. Es gab drei neue Modelle mit hochliegender Nockenwelle und 250, 350 und 500 cm³ von J.A.P. Sie hatten Vierganggetriebe mit Fußschaltung.
- 1938 bestückte man das 150-cm³-Modell anstatt mit J.A.P.-Motoren mit Blackburne-Motoren aus übrigen Lagerbeständen. Blackburne selbst produzierte keine Motoren mehr.
- 1939 gab es kein 150-cm³-Modell mehr.

1939 hatte J.A.P. seine Motorenpalette verändert und bot neue ohv-Motoren mit 500 und 600 cm³ Hubraum ohne außen angebrachte Stößelstangenrohre an, aber mit Kühlrippen bis zum Zylinderfuß. Diese Motoren hatten außen liegende Haarnadelventilfedern, die in der Mitte angebracht waren und an jedem Ende ein Ventil bedienten. Es gab Standard- und Deluxe-Versionen. Den J.A.P.-Motor mit der hoch liegenden Nockenwelle und 250 cm³ Hubraum und den 150-cm³-Zweitaktmotor von Villiers gab es weiterhin. Unmittelbar vor Beginn des Zweiten Weltkrieges gab es eine leichtere, kleinere Cotton mit einem 122-cm³-Villiers-9D-Zweitaktmotor.
Als der Dreiecksrahmen 1920 eingeführt wurde, war er seiner Zeit voraus. 1939 aber waren solch starre Rahmen nach dem Erscheinen der Schwingenrahmen veraltet. Vincent ließ 1928 einen Cantilever-Rahmen patentieren.

## Nach dem Zweiten Weltkrieg
Im Krieg führte Cotton seine Konstruktionsarbeit, die den Erhalt der Fabrik sicherte, fort, kehrte nach Kriegsende aber nicht in den Motorradmarkt zurück. Das Unternehmen kämpfte noch bis in die 1950er-Jahre um den Fortbestand, bis Frank W. Cotton 1953 in Rente ging. Im gleichen Jahr firmierte es als E. Cotton (Motorcycles) Ltd (nach F.W. Cottons erster Frau Elsie Ellen) um und Pat Onions und Monty Denley übernahmen es.

## E. Cotton (Motorcycles) Ltd
Wie zuvor stellte Cotten eigene Rahmen her, kaufte den Rest des Motorrades zu, montierte alles zusammen. Die erste Maschine des neuen Unternehmens war die Cotton Vulcan mit Villiers-Zweitaktmotor, die bis 1957 gebaut wurde.
- 1955 kam die Cotton Cotanza mit 242-cm³-Motor von British Anzani und einem neuen Rahmen mit Hinterradaufhängung an einer drehbar gelagerten Gabel heraus. Dieser Rahmen wurden auch beim neuen Vulcan-Modell aus demselben Jahr verwendet, das mit einem Villiers-9E-Motor und einem Dreiganggetriebe ausgestattet war.
- 1956 gab es stattdessen ein Vierganggetriebe und die Cotanza gab es auch mit 322 cm³-Motor, ebenfalls von British Anzani. Neu war die Cotton Trials, eine vereinfachte Version der Vulcan mit Geländereifen und ohne Beleuchtungseinrichtungen. Die ursprüngliche Vulcan lief aus.
- Die einzige Änderung 1957 war ein zusätzlicher Zweizylinder-Zweitaktmotor von Villiers für die Cotanza.
- Erst 1959 gab es wieder Änderungen in der Modellpalette. Alle Modelle bekamen Vorderradgabeln mit geschobener Armstrong-Kurzschwinge und das Modell mit dem Zweizylinder-Zweitaktmotor von Villiers lief aus.

Weitere Modelle von Cotton waren die Herald, die Messenger, die Double Gloster, die Continental, die Corsair und die Conquest. Cotton beteiligte sich an motorsportlichen Wettbewerben und bis Ende der 1960er-Jahre gab es eine ganze Reihe von Straßen-, Trial- und Scrambler-Modellen.

### Motorradrennen in den 1960er-Jahren
1961 wurde der Scrambler Cougar 250 aufgelegt und ein Werksrennteam aufgebaut, an dem Fahrer wie Bryan „Badger“ Goss und John Draper beteiligt waren. Der Villiers-Starmaker-Rennmotor wurde 1962 eingeführt und Cotton beteiligte sich damit an Straßenrennen. Die Rennmodelle Telstar und Conquest mit 247-cm³-Motoren wurden 1962 bzw. 1964 aufgelegt. Die folgenden beiden Jahre gewann Cotton wieder Rennen.

### Aufgabe von Villiers
Villiers zog sich aus dem Motorenmarkt zurück und Cotton war gezwungen, sich seine Zweitaktmotoren anderweitig zu beschaffen. Die Trial-Motorräder Cavalier hatten Minarelli-Motoren, aber es wurden nur wenige gebaut. Cotton hatte Motorradbausätze mit gutem Gewinn verkauft, aber Gesetzesänderungen erwiesen sich als schädlich für das Geschäft.
1970 zog die Fabrik in die Stratton Road um. Man baute nun auch den Cotton Sturdy, einen dreirädrigen Lastkarren für Fabriken. Im folgenden Jahrzehnt zog die Fertigung mehrmals um und es wurde eine gute 250-cm³-Rennmaschine mit Rotax-Motor gebaut. Zu den Schwierigkeiten mit der Suche nach einem geeigneten Motorenlieferanten nach der Aufgabe von Villiers kam noch das Auftauchen der in Großserie produzierten japanischen Motorräder auf dem Markt in den 1970er-Jahren.

## Schließung der Fabrik in Gloucester
1980 wurde die Fabrik in Gloucester geschlossen. Nach einer Reihe erfolgreicher Cotton-Ausstellungen im Stadtmuseum von Gloucester in den 1990er-Jahren wurde der Cotton Owners Club, eine internationale Organisation, gegründet. Jeden Sommer richtet er eine Rallye aus.

## Replikate

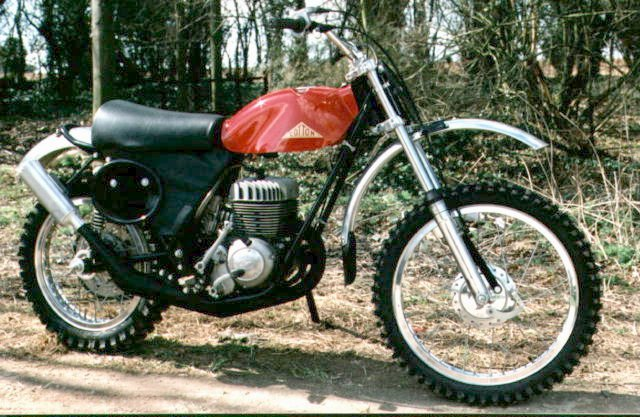
Cotton 250 Cobra Replica

Ende der 1990er-Jahre stellte die AJS Motorcycles Ltd in Goodworth-Clatford (Andover) eine Reihe von Cotton-Wettbewerbs-Replicas her, wie z. B. den Scrambler Cotton Cobra 250, den Scrambler Cotton-Triumph 500, die Straßenrennmaschine Cotton Telstar 250 sowie das Trial-Motorrad Cotton 250 Starmaker.
Diese Replicas sind genaue Kopien der alten Rahmen. Die Rahmen waren WIG-geschweißt und hatten entweder AJS-Stromer-Naben, British-Hubs-Naben oder Grimeca-Naben. Man verbaute Vorderradgabeln von Marzocchi oder Betor, meistens mit hinteren Stoßdämpfern von Sebac.
Diese Replicas waren bei Oldtimerrennen für Motorräder vor 1965 in den Händen klassischer Rennfahrer erfolgreich. Nick Brown von der AJS Motorcycles Ltd hat die Namensrechte an Cotton.

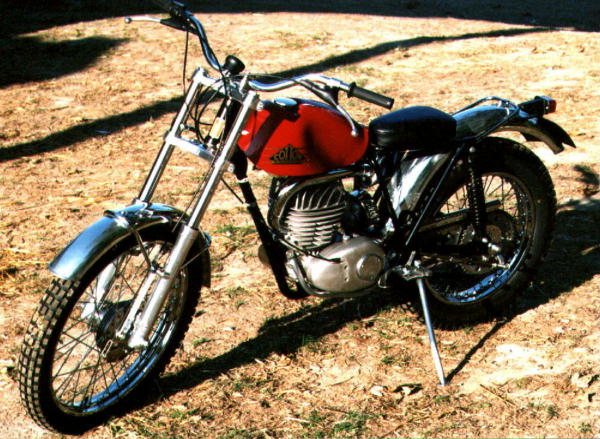
Cotton 250 Trials (Starmaker) Replica
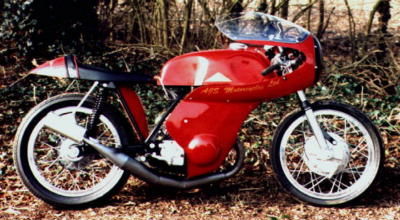
Cotton 250 Telstar Replica
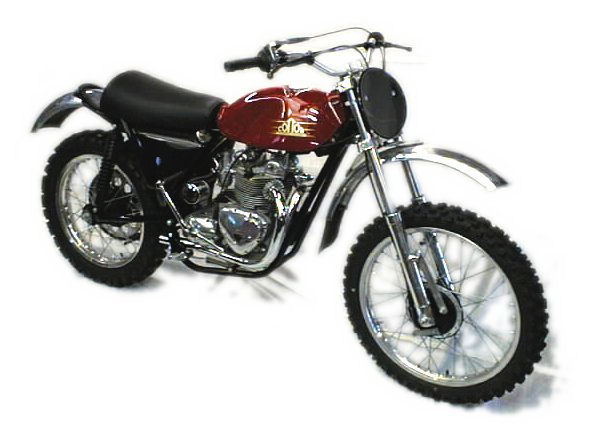
Cotton-Triumph 500 Replica